# Samwise Gamgee
Sam sau Samwise Gamgee (traducere: Sam-cel-înțelept Gamgee) este unul dintre cei 4 hobbiți plecați în aventura vieții lor din Comitat către Mordor, unde trebuiau să arunce inelul lui Sauron, în vulcanul din care a fost făurit. Mai este întâlnit și ca „jupânul Sam” și este cel mai de încredere prieten al lui Frodo Baggins.